# 스피로네마텔라속
스피로네마텔라속(Spironematella)은 헤미마스티고포라군에 속하는 진핵생물 속의 하나이다. 스피로네마속(Spironema)의 이명으로 간주하기도 한다.

## 하위 종
- S. multiciliata (Klebs 1892) Silva 1970 (=Spironema multiciliatum Klebs 1893)
- S. terricola (Foissner & Foissner 1993) Shɨshkin 2022 (=Spironema terricola Foissner & Foissner 1993)
- S. goodeyi (Foissner & Foissner 1993) Shɨshkin 2022 (=Spironema goodeyi Foissner & Foissner 1993)